# Trofeu Centre Morbihan
El Trofeu Centre Morbihan (oficialment: Trophée Centre Morbihan) és una competició ciclista per etapes que es disputa al departament d'Ar Mor-Bihan, a França. Creat al 1993, des del 2013 forma part de la Copa de les Nacions UCI júnior. Està reservada a ciclistes de categoria júnior (17 i 18 anys).

## Palmarès
| Any       | Vencedor                  | Segon                  |                   |
| --------- | ------------------------- | ---------------------- | ----------------- |
| 1993      | Rodrigue Le Lamer         |                        |                   |
| 1994      | Florent Brard             |                        |                   |
| 1995      | René Gaudin               |                        |                   |
| 1996      | Benoît Le Borgne          |                        |                   |
| 1997      | Andoni Aranaga            |                        |                   |
| 1998      | Pierre Le Nahénec         |                        |                   |
| 1999      | No disputat               |                        |                   |
| 2000      | Lloyd Mondory             |                        |                   |
| 2001      | Anthony Boyer             |                        |                   |
| 2002      | Jukka Vastaranta          |                        |                   |
| 2003      | Guillaume Blot            |                        |                   |
| 2004      | Mikaël Cherel             |                        |                   |
| 2005      | Ludovic Bret              | Robin Chaigneau        | Kevin Cherruault  |
| 2006      | Sylvain Greiner           | Lars Vierbergen        | Étienne Pieret    |
| 2007      | Loïc Desriac              | Romain Cherruault      | Dimitri Le Boulch |
| 2008      | Nathan Brown              | Nicolas Sailleau       | Clément Bouton    |
| 2009      | Moreno Hofland            | Erwan Téguel           | Niels Van Laer    |
| 2010      | Vincent Colas             | Lawson Craddock        | Olivier Le Gac    |
| 2011      | Thomas Vanbesien          | Olivier Le Gac         | Florian Sénéchal  |
| 2012      | Hayden McCormick          | Piotr Havik            | Tiesj Benoot      |
| 2013      | Mathieu van der Poel      | Aliaksandr Riabushenko | Rémi Cavagna      |
| 2014      | Erlend Blikra             | Nikolay Cherkasov      | Niklas Larsen     |
| 2015      | Anthon Charmig            | Michael O'Loughlin     | Mikkel Honoré     |
| 2016      | Florentin Lecamus-Lambert | Jakob Egholm           | Clément Davy      |
| 2017      | Florentin Lecamus-Lambert | Andreas Leknessund     | Nik Cemazar       |
| 2018      | Remco Evenepoel           | Andrea Piccolo         | Søren Wærenskjold |
| 2019      | Michel Hessmann           | Samuel Watson          | Oskar Johansson   |
| 2020-2021 | no disputat               | no disputat            | no disputat       |
| 2022      | Jens Verbrugghe           | António Morgado        | Johannes Kulset   |
| 2023      | Ben Wiggins               | Titouan Fontaine       | Clément Sanchez   |